# Бунт Белой ночи
Бунт Белой ночи — серия жестоких событий, вызванных объявлением мягкого приговора Дэну Уайту за убийство мэра Сан-Франциско Джорджа Москоне и Харви Милка, члена Наблюдательного совета города, который был одним из первых открытых геев, выбранных в США на политическую должность. События происходили в ночь на 21 мая 1979 года (следующей ночью был бы 49-й день рождения Милка) в Сан-Франциско. Ранее в тот же день Уайт был осужден за непредумышленное убийство, что было наиболее мягким приговором за совершенные действия. То, что Уайт не был осужден за убийство первой степени (в котором он был обвинен изначально), настолько возмутило гей-сообщество города, что вызвало самую бурную реакцию геев-американцев со времен Стоунволлских бунтов 1969 года в Нью-Йорке (что считается началом современного движения за права геев в США).
У гей-сообщества Сан-Франциско был давний конфликт с полицейским управлением Сан-Франциско (SFPD). Статус Уайта как бывшего офицера полиции усилил гнев общества в отношении SFPD. Первоначальные демонстрации проходили в форме мирного марша по району Кастро в Сан-Франциско. После того, как толпа подошла к мэрии Сан-Франциско, началось насилие. В результате этих событий ратуше и её окрестностям был нанесен материальный ущерб на сотни тысяч долларов, а также были ранены сотрудники полиции и участники беспорядков.
Через несколько часов после разгона беспорядков полиция совершила ответный налет на гей-бар в районе Кастро, Сан-Франциско. Многие посетители были избиты полицией. В ходе рейда было произведено два десятка арестов, а несколько человек позже подали в суд на SFPD.
В последующие дни лидеры геев отказались извиняться за события той ночи. Это привело к усилению политической власти в гей-сообществе, что привело к избранию мэра Дайэнн Файнстайн на полный срок в ноябре следующего года. После избрания на должность Файнстайн назначила начальником полиции сторонника геев, что увеличило набор геев в полицию и снизило общественную напряженность.

## Предыстория

### Гей-история Сан-Франциско
Американские поселенцы, которые перебрались на запад в Калифорнию в 18-19 веках, были в основном мужчинами-старателями и шахтерами. Такие события, как Калифорнийская золотая лихорадка, создали в этом регионе широкое мужское общество. Романтические дружеские отношения были обычным явлением и часто допускались. После заселения Сан-Франциско соотношение мужчин и женщин оставалось непропорционально высоким, что привело к росту культуры, более открытой к гомосексуальности. Печально известный район публичных домов, названный Берберским побережьем, принес городу репутацию беззаконного и аморального общества, что привело к тому, что Сан-Франциско стал известен как «Содом у моря».
Конец сухого закона привел к открытию нескольких гей-баров вдоль Северного пляжа. Самыми примечательными из них были «Черная кошка», где шоу с переодеванием в женщин стали главной достопримечательностью, и лесбийский бар, известный как «Mona’s».
Во время Второй мировой войны Сан-Франциско стал основным местом высадки военнослужащих Тихоокеанского театра военных действий. Американские военные, обеспокоенные мужской гомосексуальностью, проводили политику увольнения военнослужащих, задержанных в известных гей-заведениях. Поскольку многие из этих мужчин столкнулись с остракизмом со стороны своих общин и семей, они предпочли остаться в городе. Количество оставшихся мужчин было важным фактором в создании гомосексуального сообщества в Сан-Франциско.

### Гей-активизм в Сан-Франциско
В 1951 году Верховный суд Калифорнии подтвердил в деле Stoumen v. Reilly право гомосексуалов на мирные собрания. Чтобы помочь гомосексуалам с юридическими проблемами, в 1951 году профсоюзный активист Гарри Хэй основал фонд Mattachine Foundation из своей гостиной в Лос-Анджелесе. Два года спустя Общество Маттачине расширилось до нескольких городов благодаря организационным навыкам Чака Роуленда и под руководством менее радикальных лидеров Кена Бернса в Лос-Анджелесе, Хэла Колла в Сан-Франциско, Кертиса Дьюиса, Джо Маккарти и Тони Сегуры в Нью-Йорке и Прескотта Таунсенда из Бостона. Несколько лет спустя Филлис Лайон и Дель Мартин вместе с шестью другими женщинами в Сан-Франциско основали организацию «Дочери Билитис», изначально для того, чтобы иметь место для общения, не опасаясь преследований или ареста. В течение нескольких лет обе организации узнали друг о друге и стали преследовать схожие цели: помочь гомосексуалам ассимилироваться в обществе в целом, работать над правовой реформой, чтобы отменить законы о гомосексуальности, и помочь тем, кто был арестован. К 1957 году штаб-квартира обеих групп находилась в Сан-Франциско, где The Ladder редактировала Lyon & Martin, а The Mattachine Review редактировал Хэл Колл — оба журнала были напечатаны Call’s Pan Graphic Press.
Полиция продолжала арестовывать гомосексуалов в больших количествах, регулярно используя автозаки при рейдах на гей-бары и арестовывая их посетителей. Обвинения обычно снимались, но арестованные часто теряли анонимность, когда газеты печатали их имена, адреса и места работы. Офицеры также уведомляли работодателя и семью обвиняемых, что наносило серьёзный ущерб их репутации.
Небольшой бунт вспыхнул в 1959 году в Лос-Анджелесе, когда трансвеститы и уличные хулиганы в Cooper Donuts, которые часто подвергались преследованиям со стороны полиции Лос-Анджелеса, дали отпор после того, как полиция арестовала трех человек, в том числе Джона Речи. Завсегдатаи начали забрасывать полицию пончиками и кофейными чашками. Полиция Лос-Анджелеса призвала к поддержке и арестовала несколько участников беспорядков. Речи и двум другим заключенным удалось бежать.
В 1964 году для Совета по религии и гомосексуалам была проведена новогодняя благотворительная акция. Полиция стояла снаружи с большими прожекторами и, пытаясь запугать, фотографировала всех, кто входил в здание. Позже несколько сотрудников потребовали пропустить их внутрь. Трое юристов объяснили им, что по законам Калифорнии мероприятие является частным, и они не могут войти, если не купят билеты. Затем адвокаты были арестованы. На следующее утро несколько присутствовавших министров провели пресс-конференцию, сравнив SFPD с гестапо. Даже католический архиепископ резко осудил действия полиции. В попытке уменьшить такие притеснения двум офицерам было поручено улучшить отношения полицейского управления с гей-сообществом.
Общество Маттачине и Дочери Билитис продвигали неконфронтационное образование для гомосексуалов и гетеросексуалов, надеясь доказать, что гомосексуалы являются нормальными и заслуживают уважение. За пределами преимущественно белого среднего класса этих групп было активное сообщество трансвеститов, хастлеров и «уличных королев», которые работали в основном в районе Тендерлойн. После отказа в обслуживании в кафетерии Джина Комптона несколько активистов пикетировали ресторан в 1966 году. Несколько дней спустя, рано утром, прибыла полиция, чтобы арестовать посетителей, одетых в женскую одежду. Вспыхнул бунт, когда трансвестит бросил содержимое чашки кофе в лицо полицейского в ответ на то, что тот схватил его за руку. Стеклянные окна кафе были разбиты, а затем снова через несколько дней после того, как их заменили. Хотя три года спустя Стоунволлские бунты будут иметь более значительное влияние, беспорядки в кафетерии Комптона были одними из первых в американской истории, когда гомосексуалы и вновь образовавшееся трансгендерное сообщество боролись против властей.

### Политическое влияние
Сан-Франциско продолжал расти как рай для гомосексуалов. Норт-Бич и Полк-стрит были тихими районами, в каждом из которых проживало большое количество гомосексуалов, но в 1960-х годах популярность района Кастро опережала их рост. Тысячи геев мигрировали в Сан-Франциско, превратив тихий ирландский рабочий квартал вокруг Кастро-стрит в оживленный центр гей-активности. Между тем, многие лесбиянки переехали из своих домов и предприятий на соседнюю улицу Валенсия в районе Мишн. Житель Нью-Йорка Харви Милк переселился на Кастро-стрит в 1972 году и открыл Castro Camera в следующем году. Недовольный уровнем бюрократической апатии и безразличия к гей-сообществу, Милк решил баллотироваться в Наблюдательный совет города. Благодаря своим многочисленным кампаниям, кульминацией которых стали его выборы 1977 года, он стал политическим голосом гей-сообщества, продвигая себя как «мэр улицы Кастро». К 1977 году 25 процентов населения Сан-Франциско, как сообщалось, были геями.
В День труда 1974 года напряженность между гей-сообществом и SFPD достигла апогея, когда мужчина был избит и арестован, идя по улице Кастро. Подкрепление полиции внезапно появилось на улице со скрытыми номерами значков и избило десятки мужчин-геев. 14 из них были арестованы и обвинены в оказании сопротивления полиции. Харви Милк назвал их «Кастро 14», и против полиции был подан иск на 1,375 миллиона долларов.
В 1975 году, после того как Джордж Москоне был избран мэром, он назначил Чарльза Гейна своим начальником полиции. Гейн, чья примирительная позиция по отношению к афроамериканцам заклеймила его как одного из самых либеральных сотрудников правоохранительных органов в стране, вскоре вызвал гнев полиции. Гейн реализовал политику, которая оказалась непопулярной среди его сотрудников, например покрасил полицейские машины в синий цвет и запретил офицерам пить алкоголь на работе. Его мягкая политика по отношению к геям также разозлила полицию. Когда его спросили, что он будет делать, если полицейский открыто сообщит о своей гомосексуальности, Гейн ответил: «Я, конечно, думаю, что полицейский-гомосексуал мог бы открыто высказаться по этому поводу. Если бы у меня был полицейский-гомосексуал, который открыто сообщил бы о своей ориентации, я бы поддержал его на 100». Это заявление вызвало шок в полицейском управлении и сделало заголовки в газетах по всей стране. Это замечание, сделанное в течение первой недели пребывания Гэйна в должности, также сделало мэра Москоне крайне непопулярным среди полиции. Полиция так сильно не любила их, что в 1977 году распространились слухи о плане правых полицейских убить Гейна, а год спустя аналогичные планы сформировались против мэра Москоне. Узнав об этой угрозе, Москоне нанял телохранителя.

### Убийства

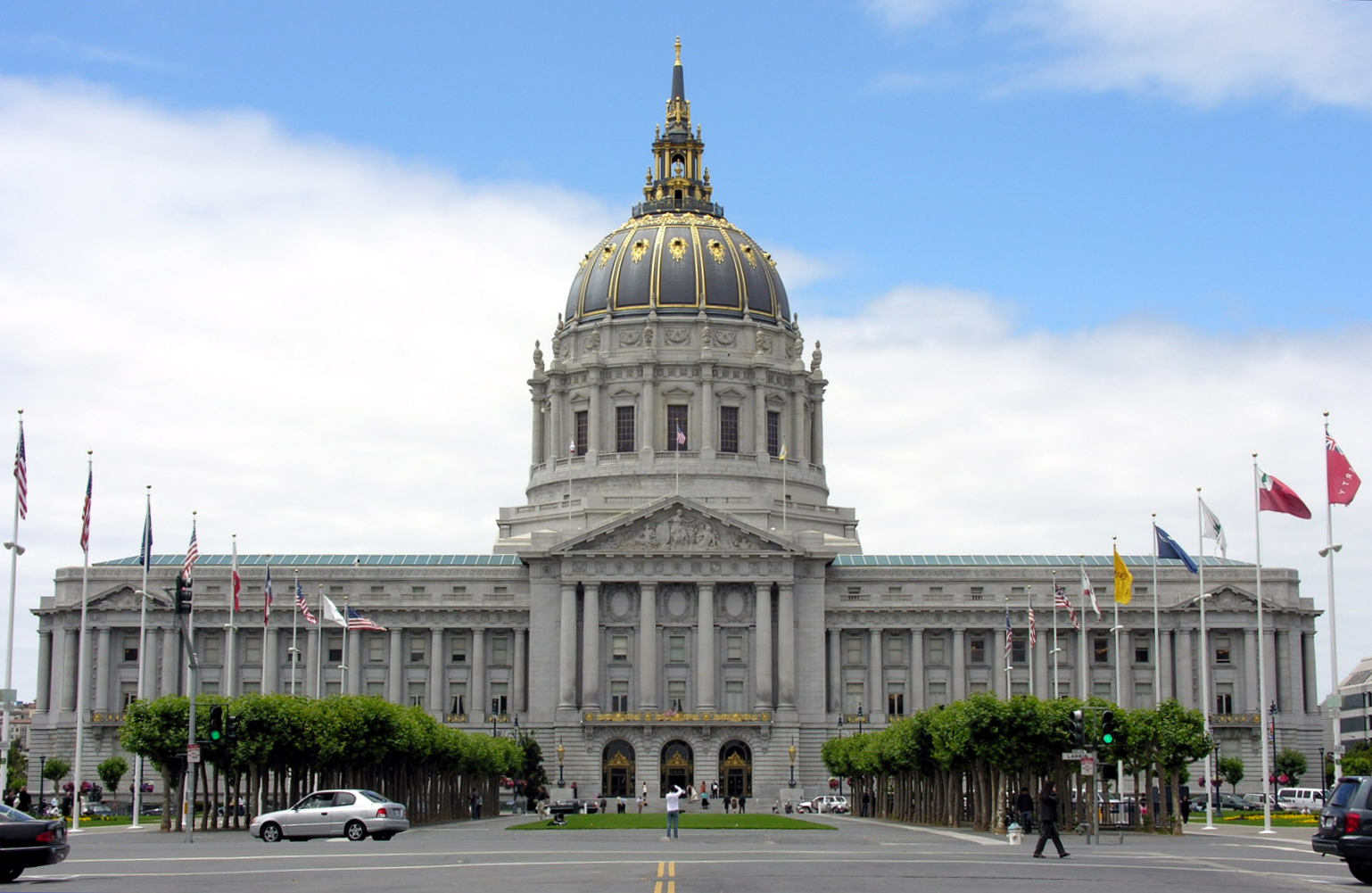
Ратуша Сан-Франциско, где произошли убийства. Во время беспорядков здание сильно пострадало.

Недовольный городской политикой и финансовыми трудностями из-за неудачного ресторанного бизнеса и низкой годовой зарплаты в размере 9600 долларов, бывший офицер полиции и супервизор Дэн Уайт ушел из Наблюдательного совета Сан-Франциско 10 ноября 1978 года. Однако после встречи с ассоциацией полицейских и Советом риэлторов Уайт объявил, что хочет вернуть свое место. Либеральные наблюдатели увидели в этом возможность положить конец расколу Совета директоров, блокировавшего прогрессивные инициативы, которые они хотели внедрить. После интенсивного лоббирования со стороны руководителей Милка и Сильвера, а также депутата Государственного собрания Уилли Брауна, Джордж Москоне 26 ноября 1978 года объявил, что не будет повторно назначать Дэна Уайта на освободившееся место.
На следующее утро Уайт пошел в ратушу, вооруженный полицейским револьвером «Смит и Вессон» 38-го калибра и 10 запасными патронами в кармане пальто. Чтобы избежать обнаружения металлоискателя, он вошел в здание через окно подвала и проследовал в офис мэра Джорджа Москоне. После короткого спора Уайт выстрелил мэру в плечо и грудь, а затем дважды в голову. Затем Уайт подошел к своему бывшему кабинету, перезарядил пистолет и попросил Милка зайти. Затем Уайт выстрелил Милку в запястье, плечо и грудь, а затем дважды в голову. Секретарь Дайэнн Файнстайн услышала выстрелы и вызвала полицию, которая обнаружила Милка на животе, истекающим кровью из ран на голове.

## Беспорядки

### Приговор Дэна Уайта
21 мая 1979 года Уайт был признан виновным в непредумышленном убийстве мэра Москоне и наблюдателя Милка. Прокурор потребовал признать совершенное убийством первой степени при «особых обстоятельствах», что позволило бы применить смертную казнь в соответствии с положениями недавно принятого закона о смертной казни в Калифорнии, Предложение 7. В данном случае «особые обстоятельства» заключались в том, что мэр Москоне был убит для того, чтобы ограничить назначение кого-либо на место руководителя города, с которого ушел Дэн Уайт, а также в том, что было убито несколько человек.
Приговор Уайту был смягчен отчасти из-за так называемой защиты Твинки, приговора, который вызвал возмущение в обществе. Психиатр представил присяжным защиту «Твинки», заявив, что у Уайта была сниженная дееспособность из-за депрессии. Обильное количество нездоровой пищи, потребляемой Уайтом, упоминается как симптом его психического состояния. Присяжные прослушали магнитофонную запись признания Уайта, которая состояла из очень эмоциональных разглагольствований о давлении, которому он подвергался, и члены суда присяжных плакали, сочувствуя подсудимому. Уайт представлял «старую гвардию» Сан-Франциско, которая опасалась притока меньшинств в город и представляла более консервативную, традиционную точку зрения, согласно которой более либеральные силы в городе, такие как Москоне и Милк, воспринимались как разрушающие. Члены полицейского и пожарного управления Сан-Франциско собрали более 100 000 долларов на защиту Уайта, а некоторые носили футболки с надписью «Освободи Дэна Уайта», что вызвало гнев гей-сообщества. Он был осужден за менее серьёзное преступление — умышленное убийство и был приговорен к семи годам и восьми месяцам заключения в тюрьме Соледад. При хорошем поведении он имел шанс быть освобожденным после отбытия двух третей своего срока, то есть около пяти лет. Выслушав приговор, окружной прокурор Джозеф Фрейтас-младший сказал: «Это было неправильное решение. Присяжные были переполнены эмоциями и недостаточно проанализировали доказательства того, что это было преднамеренное убийство». В защиту решения своего клиента, адвокат Уайта Дуглас Шмидт заявил, что Уайт «полон раскаяния, и я думаю, что он в очень плохом состоянии».
Позже Уайт подтвердил, что убийства были преднамеренными. В 1984 году он сказал бывшему инспектору полиции Фрэнку Фальзону, что не только планировал убить Москоне и Милка, но и планировал убить члена парламента Уилли Брауна и инспектора Кэрол Рут Сильвер. Он считал, что эти четыре политика пытались помешать его восстановлению в должности руководителя. Фальзон процитировал Уайта, сказавшего: «Я был на задании. Я хотел убить всех четырёх из них. Кэрол Рут Сильвер, она была самой большой змеей … и Уилли Брауна, он руководил всем этим».

### Марш через Кастро
Сегодня Дэна Уайта по сути похлопали по спине. Он был осужден за непредумышленное убийство - за то, что убил и сбежал. Все мы знаем, что это насилие коснулось всех нас. Это не было убийством. Я был в тот день в мэрии. Я видел, что делало насилие. Это было не непредумышленное убийство, это было продуманное убийствоКлив Джонс
Узнав о приговоре, друг Милка и активист Клив Джонс обратился к аудитории из 500 человек, собравшихся на улице Кастро, и рассказал им о приговоре. С криками «Из баров на улицу!» Джонс повел толпу по улице Кастро, и толпу поддерживали люди, выходящие из каждого бара. Толпа кружила вокруг и снова маршировала через Кастро, к настоящему времени насчитывая около 1500 человек. В интервью 1984 года Джонс выразил чувства в толпе, когда они начали собираться вместе на улице Кастро после распространения новостей о приговоре, заявив: «Гнев на лицах людей — я видел людей, которых знал много лет, и они были так разъярены. Это было для меня самым страшным. Все эти люди, которых я знал по соседству, мальчики из-за угла, эти люди, с которыми я ехал в автобусе, просто там, они кричали о крови».

### Насилие в мэрии
К тому времени, как толпа достигла мэрии, её число превысило 5000 человек. Протестующие выкрикивали лозунги типа «Убей Дэна Уайта!» и «Уволить Дайанну!» — отсылка к мэру Дайэнн Файнстайн. Горстка дежурных на месте происшествия полицейских не знала, как поступить с ситуацией, и Департамент полиции, который не привык к разъяренной толпе геев также не знала, что делать дальше. Протестующие были убеждены, что полиция и прокуратура сговорились избежать сурового приговора для Уайта, хотя прокурор Томас Норман неоднократно отрицал это до своей смерти. Члены толпы сорвали золоченые поделки с кованых железных дверей здания, а затем использовали их, чтобы разбить окна первого этажа. Несколько друзей Харви Милка наблюдали за толпой и пытались сдерживать её, в том числе давний партнер Милка Скотт Смит. Отряд полиции появился на северной стороне площади Гражданского центра, и те, кто пытался сдержать толпу, сели, благодарные за подкрепление. Офицеры, однако, не сдерживали себя, чтобы сдержать толпу, а вместо этого атаковали их ночными дубинками. Один молодой человек ударил ногой и разбил окно полицейской машины, зажег пачку спичек и поджег обивку. После непродолжительного горения взорвался топливный бак; Ещё дюжина полицейских машин и восемь других автомобилей будут уничтожены аналогичным образом. Фотография на обложке альбома The Dead Kennedys 1980 года «Свежие фрукты для гниющих овощей», на которой видны горящие полицейские машины, была сделана в ту ночь. Несколько участников толпы применили слезоточивый газ, который они украли из полицейских машин. Начали вспыхивать беспорядки, один из которых нарушил движение транспорта. Троллейбусы были отключены, когда их провода были оборваны, и вспыхнуло насилие против полицейских, которых было меньше. Начальник полиции Чарльз Гейн, стоя в здании мэрии, приказал офицерам не атаковать и просто стоять на своем. Мэр Файнстайн и инспектор Кэрол Рут Силвер обратились к демонстрантам, пытаясь разрядить обстановку. Мэр Файнстайн сказала, что она получила известие о приговоре «с недоверием», а супервайзер Сильвер заявил: «Дэну Уайту удалось избежать наказания за убийство. Это очень просто». Сильвер был ранен, когда в него попал летящий осколок. Пострадали также более 140 протестующих.